# 郝旭
郝旭（1966年6月—2024年3月22日），吉林省吉林市人，汉族，无党派人士。中华人民共和国企业家、蓝顿旭美食品有限公司董事长、第十三届全国人民代表大会山西地区代表。
郝旭是薯类企业蓝顿旭美食品有限公司的董事长。此外，他还兼任中国食品工业协会马铃薯专业委员会副会长。他被评为中国优秀民营企业家、中国诚信企业家、山西省优秀民营企业家。
他曾担任山西省第十一届工商联、山西省总商会副会长；山西省第十二届工商联副主席；山西省第九届、第十届政协委员、第十一届政协常务委员；太原市第十届、第十一届政协委员；阳曲县第六届、第七届、第八届政协常务委员。郝旭曾被评为山西省优秀政协委员、太原市优秀市政协委员，荣获山西省政协第十一届五次会议优秀提案奖。2018年2月24日，当选为第十三届全国人大代表，并在十四届人大获得连任。